# Umbeliferonă
Umbeliferona (7-hidroxicumarina) este un compus organic natural derivat de cumarină, fiind utilizată în produsele pentru protecție solară. S-a pus în evidență și un efect antioxidant al acestui compus.

## Obținere
Umbeliferona este sintetizată în urma unei reacții de condensare Pechmann, plecând de la rezorcină și acid formilacetic (generat in situ din acid malic).